# Algebraïsche en analytische meetkunde
In de wiskunde zijn algebraïsche meetkunde en analytische meetkunde twee nauw verwante onderwerpen. Terwijl de algebraïsche meetkunde algebraïsche variëteiten bestudeert, houdt de analytische meetkunde zich bezig met complexe variëteiten en de meer algemene analytische ruimtes. Deze worden lokaal gedefinieerd door analytische functies van verschillende complexe variabelen. De diepe relatie tussen deze onderwerpen heeft talloze toepassingen waarbij algebraïsche technieken worden toegepast op analytische ruimtes en analytische technieken op algebraïsche variëteiten.

## Achtergrond
Algebraïsche variëteiten worden lokaal gedefinieerd als de gemeenschappelijke nulverzamelingen van polynomen. Aangezien polynomen over de complexe getallen holomorfe functies zijn, kunnen algebraïsche variëteiten over C worden geïnterpreteerd als analytische ruimtes. Op dezelfde manier worden reguliere morfismen tussen variëteiten geïnterpreteerd als holomorfe afbeeldingen tussen analytische ruimtes. Enigszins verrassend is het vaak mogelijk om de andere kant op te gaan, om analytische objecten op een algebraïsche manier te interpreteren.
Het is bijvoorbeeld gemakkelijk te bewijzen dat de analytische functies van de Riemann-sfeer naar zichzelf ofwel de rationale functies ofwel de identieke oneindigheidsfunctie zijn (een uitbreiding van de stelling van Liouville). Want als een dergelijke functie f niet-constant is, dan zijn er, aangezien de verzameling van z waarin f(z) oneindig is geïsoleerd is en de Riemann-sfeer compact is, eindig veel z met f(z) gelijk aan oneindig. Beschouw de Laurentreeks bij zo'n z en trek het enkelvoudige deel af: we houden een functie over op de Riemann-sfeer met waarden in C, die volgens de stelling van Liouville constant is. Dus f is een rationale functie. Dit feit laat zien dat er geen essentieel verschil bestaat tussen de complexe projectieve lijn als algebraïsche variëteit, of als de Riemann-sfeer.

## Belangrijke resultaten
Er is een lange geschiedenis van vergelijkingsresultaten tussen de algebraïsche meetkunde en de analytische meetkunde. De start hiervan was in de negentiende eeuw. Enkele van de belangrijkste ontwikkelingen worden hier in chronologische volgorde vermeld.

### Bestaansstelling van Riemann
De Riemann-oppervlaktheorie laat zien dat een compact Riemann-oppervlak voldoende meromorfe functies bevat, waardoor het een (gladde projectieve) algebraïsche curve wordt. Onder de naam Riemanns bestaansstelling was een dieper resultaat bekend over vertakte bedekkingen van een compact Riemann-oppervlak. Zulke eindige bedekkingen als topologische ruimtes worden geclassificeerd door permutatierepresentaties van de fundamentele groep van het complement van de vertakkingspunten. Omdat de Riemann-oppervlak-eigenschap lokaal is, kunnen dergelijke bedekkingen vrij gemakkelijk worden gezien als bedekkingen in complex-analytische zin. Het is dan mogelijk om te concluderen dat ze afkomstig zijn van het bedekken van kaarten van algebraïsche krommen — dat wil zeggen dat dergelijke dekkingen allemaal afkomstig zijn van eindige uitbreidingen van het functieveld.

### Het Lefschetz-principe
In de twintigste eeuw werd het Lefschetz-principe, genoemd naar Solomon Lefschetz, gebruikt in de algebraïsche meetkunde om het gebruik van topologische technieken voor de algebraïsche meetkunde over elk algebraïsch gesloten veld K van karakteristiek 0 te rechtvaardigen, door K te behandelen alsof het het complex getallenveld was. Een elementaire vorm ervan beweert dat ware uitspraken van de eerste orde theorie van velden over C waar zijn voor elk algebraïsch gesloten veld K met karakteristiek nul. Het principe en het bewijs ervan zijn te danken aan Alfred Tarski. Ze zijn gebaseerd op de wiskundige logica.
Dit principe maakt het mogelijk om sommige resultaten die zijn verkregen met behulp van analytische of topologische methoden voor algebraïsche variëteiten over C over te dragen naar andere algebraïsch gesloten grondvelden met karakteristiek 0.

### GAGA
De basis voor de vele relaties tussen de twee theorieën werd gelegd in het begin van de jaren vijftig, als onderdeel van het leggen van de basis voor de algebraïsche meetkunde, waarbij bijvoorbeeld technieken uit de Hodge-theorie werden opgenomen. Het belangrijkste artikel dat de theorie consolideerde was Géometrie Algébrique et Géométrie Analytique uit 1956 van Jean-Pierre Serre. Nu wordt dit gewoonlijk GAGA genoemd. Het bewijst algemene resultaten die klassen van algebraïsche variëteiten, reguliere morfismen en schoven in verband brengen met klassen van analytische ruimtes, holomorfe afbeeldingen en schoven. Het reduceert dit allemaal tot de vergelijking van categorieën van schoven.
Tegenwoordig wordt de uitdrukking resultaat in GAGA-stijl gebruikt voor elke vergelijkingsstelling, die stelt dat een overgang mogelijk is tussen een categorie van objecten uit de algebraïsche meetkunde en hun morfismen, naar een goed gedefinieerde subcategorie van analytische meetkundige objecten en holomorfe afbeeldingen.
Grofweg beweert de GAGA-stelling dat de categorie van coherente algebraïsche schoven op een complexe projectieve variëteit X en de categorie van coherente analytische schoven op de overeenkomstige analytische ruimte Xan equivalent zijn. De analytische ruimte Xan wordt grofweg verkregen door de complexe structuur van Cn via de coördinatenkaarten terug te trekken naar X. Het op deze manier formuleren van de stelling ligt in de geest dichter bij het artikel van Serre, aangezien de volledige schematheoretische taal nog niet was uitgevonden op het moment van de publicatie van GAGA.